# La Huerta (Atacama)
La Huerta, es una localidad chilena ubicada en la Provincia del Huasco, Región de Atacama. Se ubica en el Valle de El Carmen. Que de acuerdo a su población es una entidad que tiene el rango de  caserío.

## Historia
Esta localidad nace como un fundo situado junto a la Sierra de Tatul, en la margen norte del río El Carmen y se ubicaba junto al Portillo que se cruzaba a pie o a caballo hasta la localidad de Ramadilla en río El Tránsito.
En 1899 esta localidad era un paraje.

Huerta (La). —Paraje de corto cultivo situado en el departamento de Vallenar cerca de la aldea del Carmen ó Alto del Carmen.
 Francisco Astaburuaga, 1899

Actualmente, el principal asentamiento se ubica en la margen sur del río junto al actual camino que una a Alto del Carmen con San Félix.
Formaba parte de las múltiples localidades rurales situadas junto al Camino del Rey, hoy llamado Ruta de Los Españoles.

## Turismo
La localidad de La Huerta es conocida por su producción de cítricos y de uva de mesa para exportación.
La quebrada en la margen sur del río permite realizar excursiones hasta una vertiente que aun conserva árboles nativos y constituye un pequeño refugio para la vida silvestre.
En la parte norte del río El Carmen, es posible realizar caminatas hasta el antiguo Portillo, punto más bajo de la Sierra de Tatul entre el Río El Carmen y el Río El Tránsito.
La localidad de La Huerta se encuentra próxima a la localidad de El Pedregal y al poblado de Alto del Carmen.

## Accesibilidad y transporte
La localidad de La Huerta se encuentra ubicada a 2,1 kilómetros de Alto del Carmen a través de la Ruta C-489 y 2,1 km de La Vega.
Existe transporte público diario a través de buses de rurales desde el terminar rural del Centro de Servicios de la Comuna de Alto del Carmen, ubicado en calle Marañón 1289, Vallenar.
Si viaja en vehículo propio, no olvide cargar suficiente combustible en Vallenar antes de partir. No existen puntos de venta de combustible en la comuna de Alto del Carmen.
A pesar de la distancia, es necesario considerar un tiempo mayor de viaje, debido a que la velocidad de viaje esta limitada por el diseño del camino. Se sugiere hacer una parada de descanso en el poblado de Alto del Carmen para hacer más grato su viaje.
El camino es transitable durante todo el año, sin embargo es necesario tomar precauciones en caso de eventuales lluvias en invierno.

## Alojamiento y alimentación
En la comuna de Alto del Carmen existen pocos servicios de alojamiento formales, es posible encontrar en el poblado de Alto del Carmen, se recomienda hacer una reserva con anticipación.
En las proximidades a La Huerta hay servicios de Camping en el sector de La Falda, también se puede encontrar algunos puntos rurales con facilidades para los campistas en La Junta,  La Vega y  Retamo.
Los servicios de alimentación son escasos, existiendo en Alto del Carmen, Retamo y San Félix algunos restaurantes.
En muchos poblados hay pequeños almacenes que pueden facilitar la adquisición de productos básicos durante su visita.

## Salud, conectividad y seguridad
La localidad de La Huerta cuenta con servicios de agua potable rural y electricidad.
En Alto del Carmen existe un Reten de Carabineros de Chile y un Centro de Salud Familiar dependiente del Municipio de Alto del Carmen.
En La Huerta, no hay servicio de teléfonos públicos rurales, sin embargo existe señal para teléfonos celulares.
El Municipio de Alto del Carmen cuenta con una red de radio VHF en toda la comuna en caso de emergencias.
En el poblado de Alto del Carmen hay sólo un servicio de cajero automático, por lo que se sugiere tomar precauciones antes del viaje. Además, en Alto del Carmen, Retamo y San Félix existen almacenes con servicio de Caja Vecina.